# Нойдроссенфельд
Нойдроссенфельд (нім. Neudrossenfeld) — громада в Німеччині, розташована в землі Баварія. Підпорядковується адміністративному округу Верхня Франконія. Входить до складу району Кульмбах.
Площа — 50,24 км2. Населення становить 3738 ос. (станом на 31 грудня 2020).